# Acățari
Acățari (in ungherese Ákosfalva, in tedesco Absdorf, Aschdorf, Achsdorf oppure Achatiusdorf) è un comune della Romania di 4883 abitanti, ubicato nel distretto di Mureș, nella regione storica della Transilvania. 
Il comune è formato dall'unione di 9 villaggi: Acățari, Corbești, Găiești, Gruișor, Murgești, Roteni, Stejeriș, Suveica, Vălenii.